# Jacques Terrail
Jacques Terrail (mort à Chartres le 15 mai 1535) est un ecclésiastique qui fut évêque de Glandèves de 1532 à 1535.

## Biographie
Jacques Terrail est le cadet des fils d'Aymon Terrail et de Hélène Alleman, sœur de l'évêque de Grenoble Laurent Alleman. Il est de ce fait le frère cadet de Pierre, le célèbre Chevalier Bayard et de Philippe, son prédécesseur comme évêque.
Destiné à l'Église comme son frère Philippe , il est confié pour son éducation à l'un de ses oncles abbé d'Ainay à Lyon et devient bénédictin. Il succède à son frère comme doyen de l'église de Grenoble et reçoit l'abbaye Notre-Dame de Josaphat dans le diocèse de Chartres dont il est le dernier abbé régulier. En 1532, il est désigné comme successeur de son frère l'évêque de Glandèves et consacré en novembre par l'évêque de Chartres Louis Guillart. Son épiscopat est bref car il meurt à Chartres dès le 15 mai 1535.